# Polnische Eishockeyliga 1965/66
Die Saison 1965/66 war die 31. Spielzeit der polnischen Eishockeyliga, der höchsten polnischen Eishockeyspielklasse. Meister wurde zum ersten Mal in der Vereinsgeschichte überhaupt Podhale Nowy Targ. KS Cracovia stieg in die 2. Liga ab.

## Modus
In der Hauptrunde absolvierte jede der zehn Mannschaften insgesamt 36 Spiele. Die vier bestplatzierten Mannschaften qualifizierten sich für die Finalrunde, deren Erstplatzierter Meister wurde. Der Letztplatzierte der Hauptrunde stieg in die 2. Liga ab. Für einen Sieg erhielt jede Mannschaft zwei Punkte, bei einem Unentschieden gab es einen Punkt und bei einer Niederlage null Punkte.

## Mannschaften
| Baildon Katowice |

| Warszawa |

| GKS Katowice |

| Nowy Targ |

| Bydgoszcz |

| Łódź |

| Janów |

| Murcki |

| Toruń |

| KS Cracovia |

| Baildon Katowice |

| Warszawa |

| GKS Katowice |

| Nowy Targ |

| Bydgoszcz |

| Łódź |

| Janów |

| Murcki |

| Toruń |

| KS Cracovia |

## Hauptrunde

### Tabelle
|     | Klub                | Sp | Tore    | Punkte |
| --- | ------------------- | -- | ------- | ------ |
| 1.  | Podhale Nowy Targ   | 36 | 170:107 | 51     |
| 2.  | Legia Warszawa      | 36 | 154:101 | 47     |
| 3.  | KS Pomorzanin Toruń | 36 | 152:110 | 46     |
| 4.  | GKS Katowice        | 36 | 158:102 | 45     |
| 5.  | Baildon Katowice    | 36 | 133:112 | 40     |
| 6.  | ŁKS Łódź            | 36 | 147:158 | 37     |
| 7.  | Polonia Bydgoszcz   | 36 | 147:151 | 34     |
| 8.  | Naprzód Janów       | 36 | 126:154 | 26     |
| 9.  | Górnik Murcki       | 36 | 107:165 | 20     |
| 10. | KS Cracovia         | 36 | 94:228  | 14     |

Sp = Spiele, S = Siege, U = unentschieden, N = Niederlagen, OTS = Overtime-Siege, OTN = Overtime-Niederlage, SOS = Penalty-Siege, SON = Penalty-Niederlage

## Finalrunde
|    | Klub                | Sp | Tore  | Punkte |
| -- | ------------------- | -- | ----- | ------ |
| 1. | Podhale Nowy Targ   | 18 | 55:56 | 20     |
| 2. | Legia Warszawa      | 18 | 64:49 | 19     |
| 3. | GKS Katowice        | 18 | 62:59 | 19     |
| 4. | KS Pomorzanin Toruń | 18 | 55:72 | 14     |

Sp = Spiele, S = Siege, U = unentschieden, N = Niederlagen, OTS = Overtime-Siege, OTN = Overtime-Niederlage, SOS = Penalty-Siege, SON = Penalty-Niederlage